# Ibrahima Conté
Ibrahima Sory Conté (* 3. dubna 1991, Konakry, Guinea) je guinejský fotbalový záložník a reprezentant, od roku 2014 působí v klubu RSC Anderlecht.

## Klubová kariéra
- Fello Star (mládež)
- KAA Gent (mládež)
- KAA Gent 2009–2013[1]
- →  SV Zulte-Waregem (hostování) 2013
- SV Zulte-Waregem 2013–2014
- RSC Anderlecht 2014–2016

## Reprezentační kariéra
V reprezentačním A-mužstvu Guineje debutoval v roce 2010.